# Kogo Shūi
Kogo Shūi (古語拾遺) es un registro histórico del clan Inbe de Japón escrito en el período Heian temprano (794–1185). Fue compuesto por Inbe no Hironari (斎部広成) en el 807 usando material transmitido oralmente a través de varias generaciones del clan Inbe.

## Antecedentes
Históricamente, los clanes Inbe y Nakatomi habían realizado durante mucho tiempo servicios religiosos sintoístas para la corte imperial japonesa. Sin embargo, al comienzo del período Heian, el clan Fujiwara, del cual el clan Nakatomi es una rama, tomó el poder político. Esto fortaleció al clan Nakatomi mientras debilitaba al clan Inbe y causó conflicto entre los dos clanes.
Hironari, cuya fecha de nacimiento y muerte son desconocidas, escribió este texto para aclarar la historia y legitimar los derechos del clan Inbe, así como para argumentar la injusticia del clan Nakatomi y el declive del clan Inbe. Lo presentó al emperador Heizei en el 807.

## Valor
Los eventos históricos descritos en el Kogo Shūi son casi idénticos a los encontrados en el Kojiki y en el Nihonshoki, las historias escritas más antiguas de Japón. Sin embargo, hay varios eventos exclusivos del texto, por lo que el Kogo Shūi sirve como una fuente valiosa de la historia japonesa temprana que no se encuentra en las historias nacionales.
Lingüísticamente, el texto contiene una gran cantidad de palabras antiguas escritas en man'yōgana que lo convierten en un recurso valioso para el estudio del japonés antiguo.